# Nogometni Klub Olimpija Ljubljana (2005)
Il Nogometni Klub Olimpija Ljubljana, spesso abbreviato Olimpija Ljubljana (Olimpia Lubiana in italiano) o Olimpija, è una società calcistica slovena con sede nella città di Lubiana.
Il club venne fondato il 2 marzo 2005, sulle ceneri dello storico Olimpia Lubiana, come NK Bežigrad. La nuova società raccoglie la tradizione di quella appena fallita, nel 2007 assunse la denominazione della società precedente, NK Olimpija Ljubljana, e attualmente milita nella massima serie slovena. Tuttavia, nonostante abbia ereditato dal vecchio Olimpija i tifosi e i colori sociali e lo stesso club rivendichi la storia e il palmarès di quello vecchio, la continuità giuridica con il vecchio club fallito nel 2005 non è attualmente riconosciuta, tanto è vero che le statistiche e il palmarès dei due club vengono tenuti separati dalla Federcalcio slovena e dall'Association of 1. SNL.

## Storia

### Fondazione (2 marzo 2005)
Il "nuovo" NK Olimpija fu fondato il 2 marzo 2005, con la denominazione di NK Bežigrad. Il club si considera l'erede del quattro volte campione sloveno NK Olimpija, che andò in bancarotta e si dissolse, in seguito alla stagione 2004–2005. Tuttavia, la Federcalcio slovena, la Lega slovena e l'UEFA considerano il "nuovo" Olimpija un club distinto da quello vecchio, e non ha diritto a rivendicare la storia e il palmarès di quello vecchio fallito nel 2005. La Federcalcio slovena, la Lega Calcio slovena e l'UEFA tengono le statistiche dei due club distinte. Lo stesso fa la legislazione della Repubblica di Slovenia.
La posizione ufficiale della Lega Calcio Slovena (Association of 1. SNL) sul club è la seguente: La Association of 1. SNL considera il NK Olimpija Ljubljana [secondo le leggi in vigore in Slovenia]... come un'entità/organizzazione legale, fondata nel 2005 che ottenne il diritto di militare in massima serie ...vincendo il campionato cadetto 2. SNL nella stagione 2008/09... Tutto ciò è chiaro dall'archivio di dati statistici sul nostro sito ufficiale – Fino al giugno 2010 NK Olimpija Ljubljana ha una (1) stagione in Prima divisione.
Il club lanciò il proprio sito ufficiale nel settembre 2010 affermando inizialmente: NK Olimpija Ljubljana è un nuovo club che fu fondato il 2 marzo 2005, con la denominazione di NK Bežigrad. Tuttavia, nella primavera del 2011, alcuni giorni prima del 9 maggio, data che sarebbe stata quella del centenario dalla fondazione del dissolto NK Olimpija, il club improvvisamente riscrisse il paragrafo storia sul proprio sito, aggiungendo l'intera storia del vecchio NK Olimpija. Nell'articolo il club celebra 100 anni di calcio nella città di Lubiana e ignora la posizione ufficiale della federcalcio e della lega calcio slovena, affermando che fu retrocesso in quinta serie e che ritornò in 1.SNL dopo cinque stagioni nelle serie minori. Tuttavia, concludono l'articolo affermando che nel 2009 avevano infatti iniziato la loro prima stagione in massima serie slovena, dove si piazzarono quarti. Per questa rivendicazione del passato del vecchio club, l'Olimpija è stato pesantemente criticato in numerose occasioni dal quotidiano Večer, il terzo nella nazione per diffusione, che mise in dubbio la legittimità delle azioni dell'Olimpija e criticò persino il fatto che il nuovo club ha la scritta "1911" sul loro stemma attuale.

### I primi anni (2005–2009)
Assistito da semi-ritirati campioni del vecchio NK Olimpija e da altri noti calciatori sloveni, il club si iscrisse alla serie più bassa del calcio sloveno, la quinta serie, e la vinse immediatamente, venendo promosso in quarta serie. Nei due anni successivi, il NK Bežigrad scalò rapidamente le gerarchie del calcio sloveno, e, in virtù di ulteriori due promozioni consecutive, salì nel campionato cadetto sloveno, la 2. SNL, vincendo sia Quarta che Terza Serie. Mentre militava in terza serie il club cambiò denominazione in NK Olimpija Bežigrad. Ciò accadde nonostante le rivendicazioni di Joc Pečečnik, uno dei più ricchi della Slovenia e proprietario della squadra di calcio del NK Interblock, di essere l'unico detentore del nome del marchio dell'Olimpija. Durante la stagione 2008–09, il club cambiò ancora denominazione in NK Olimpija Ljubljana, vincendo nella stessa stagione la 2. SNL e venendo promossi nella massima serie slovena, la 1. SNL. Durante l'ascesa dalla quinta alla massima serie, il nuovo Olimpija ottenne il sostegno dei vecchi tifosi del vecchio NK Olimpija, i Green Dragons. All'ultima giornata del campionato cadetto, tuttavia, un conflitto tra giocatori, allenatori, dirigenti del club e sponsor, portò a un boicottaggio da parte dei giocatori dell'ultima giornata della stagione 2008–09, contro il ND Triglav Kranj. Per questo motivo, il club iniziò la stagione dell'esordio in massima serie slovena (2009–10) con due punti di penalità. Inoltre, diversi giocatori di spicco, quali Miran Pavlin e Amir Karić, nonché membri dello staff, ad esempio Danilo Popivoda, lasciarono il club.

### In 1.SNL (2009–)

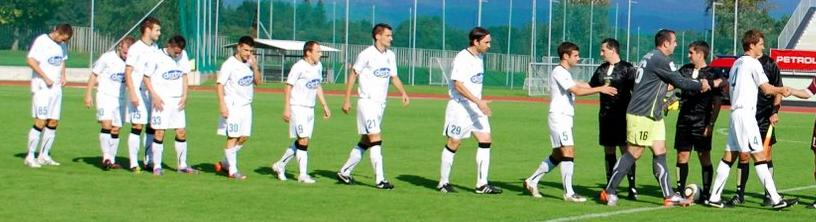
Olimpija, 2010

In occasione del debutto in 1.SNL, vennero ingaggiati diversi giocatori per far fronte alle cessioni recenti, oltre a un nuovo allenatore, Branko Oblak. Dopo un inizio scadente, dovuto alla bassa età media della squadra, con una vittoria nelle prime quattro partite, il club decise di correre ai ripari, e, dopo la sconfitta contro il NK Maribor l'8 agosto 2009, il club esonerò Oblak, sostituendolo con Safet Hadžić prima e con Robert Pevnik poi. Il club concluse il campionato al quarto posto.

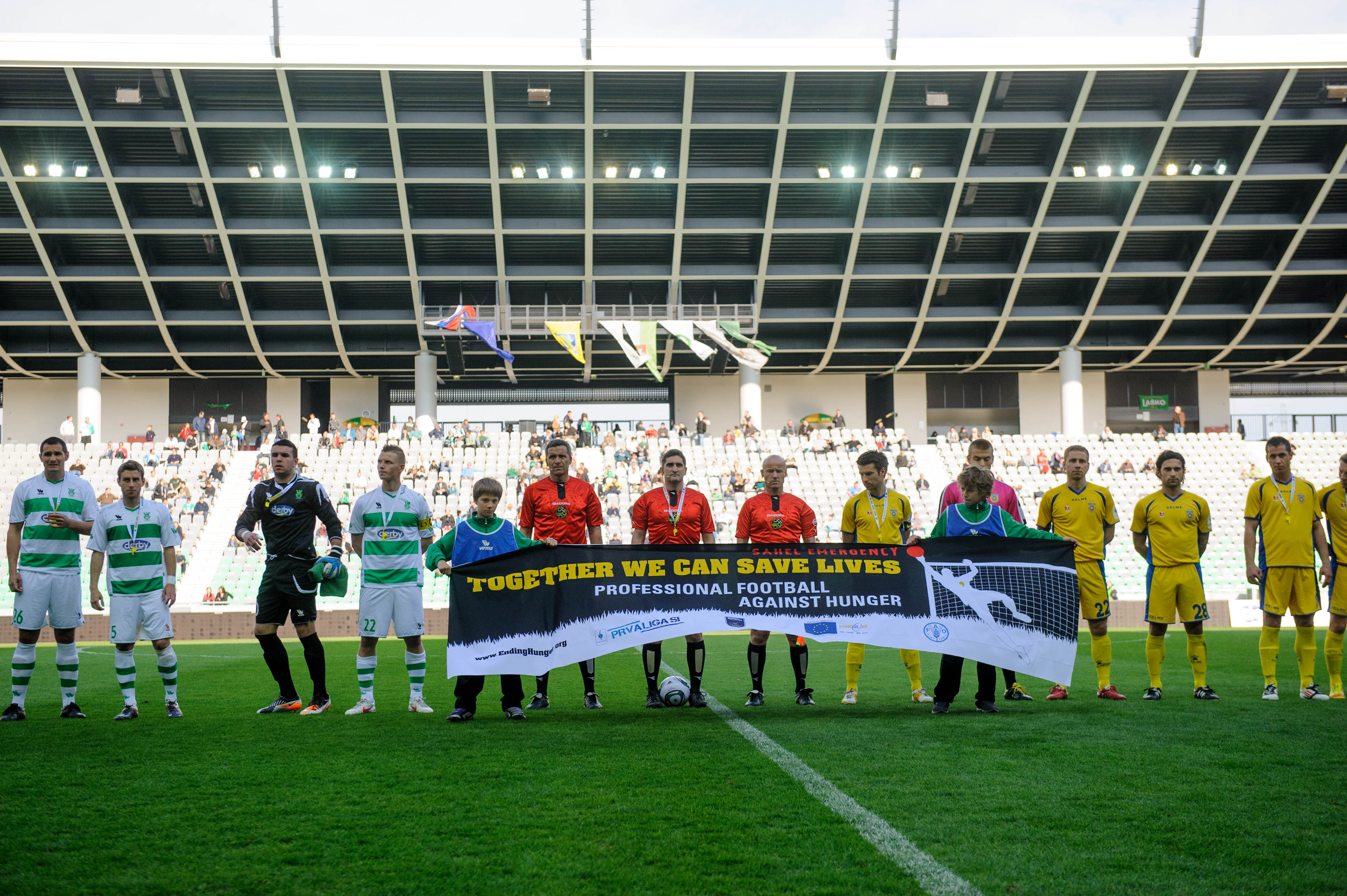
Olimpija partecipa al Professional Football Against Hunger charity campaign

All'inizio della stagione 2010–11, lo sponsor principale Izet Rastoder fu eletto presidente, mentre Safet Hadžić divenne manager. Dopo un inizio scadente, con una sconfitta complessiva di 5–0 contro il Široki Brijeg nel turno preliminare di Europa League, con relativi sospetti di combine, e conseguenti indagini dell'UEFA sulla regolarità dell'incontro (tre giocatori del NK Olimpija furono messi sotto indagine), l'Olimpjia cominciò male anche in campionato con soli due punti ottenuti nelle prime cinque giornate; in seguito ai risultati al di sotto delle aspettative, il manager Safet Hadžić e il dirigente Simon Sešlar lasciarono la società il 23 agosto 2010. Dušan Kosič divenne quindi il nuovo allenatore, assumendo come suo assistente Aleš Čeh. Il 26 gennaio 2011, l'ex nazionale sloveno Milenko Ačimovič divenne dirigente del club. Il nuovo dirigente in questione ingaggiò due giocatori di esperienza internazionale, tra cui il centrocampista della nazionale di calcio della Slovenia Dare Vršič., grazie anche ai quali nella seconda fase del campionato sloveno il club cominciò a risalire la classifica, concludendo al quarto posto e qualificandosi ai turni preliminari dell'Europa League 2011-2012. Con la vittoria in casa per 3–0 contro il Široki Brijeg ottenuta il 7 luglio 2011, il nuovo Olimpija conseguì la sua prima vittoria nelle coppe europee. Dalibor Radujko fu il marcatore del primo gol della squadra in competizioni UEFA. Inoltre, questo fu il primo incontro europeo giocato al Stožice Stadium, inaugurato nell'agosto 2010. Nel campionato 2011–12 il club si piazzò al secondo posto.

### Prima vittoria del campionato (2016)
Nel campionato 2015-2016 riesce a vincere il campionato sloveno. Artefice è l'allenatore italiano Rodolfo Vanoli che ai primi di aprile subentra sulla panchina e vince tutte e sei le ultime partite.
Nel 2017-18 vince il suo secondo titolo nazionale chiudendo con 80 punti, alla pari del NK Maribor, ma con gli scontri diretti a favore; stavolta alla guida c’è l'allenatore croato Igor Bišćan. Il trionfo in patria permette al club di accedere ai preliminari della UEFA Champions League 2018-2019, cammino interrotto subito dagli azeri del Qarabag. Gli sloveni vengono regrediti nelle qualificazioni per la UEFA Europa League 2018-2019 dove eliminano senza problemi il Crusaders (complessivo finale di 6-2) ed il HJK Helsinki (complessivo finale di 7-1), per poi chiudere ai playoff con una sconfitta per 2-0 contro l’inarrestabile Spartak Trnava (inutile il pareggio per 1-1 al ritorno in Slovacchia).

## Colori e simboli
L'Olimpija eredita i colori dell'omonima società fallita, adottando il verde e il bianco, in quanto sono i colori della città di Lubiana. La divisa di casa è a strisce bianche e verdi, mentre quella di trasferta è completamente verde.
Il dragone nello stemma della squadra è un riferimento al mito del Vello d'Oro e dell'eroe mitologico Giasone, che, secondo la leggenda, avrebbe fondato la città di Lubiana. L'idea di utilizzare una creatura mitologica fu interpretata come conseguenza delle radici accademiche del club. Il dragone è anche il simbolo della città di Lubiana ed è dipinto sull'emblema di Lubiana in cima al castello di Lubiana. Al centro dello stemma è presente la scritta "Olimpija", sopra di essa la data di fondazione della vecchia società (1911), sotto di essa un pallone è il nome della città, Ljubljana.

## Strutture

### Stadio
Le gare interne venivano ospitate nello Centralni stadion Bežigrad, che aveva una capacità di 9.200 spettatori. Dopo la chiusura di questo storico stadio per una pianificata ma mai realizzata ricostruzione, la squadra ha giocato per 3 anni le partite interne allo stadio ŽŠD Stadion. Nell'estate 2010, una volta inaugurato il nuovo stadio di Stožice (capienza 16.200), l'Olimpija gioca le partite interne in questo impianto.

## Palmarès

### Competizioni nazionali
- Campionato sloveno: 4

2015-2016, 2017-2018, 2022-2023, 2024-2025
- Coppa di Slovenia: 4

2017-2018, 2018-2019, 2020-2021, 2022-2023
- Druga slovenska nogometna liga: 1

2008-2009
- Tretja slovenska nogometna liga: 1

2007-2008
- 4. slovenska nogometna liga: 1

2006-2007
- 5. slovenska nogometna liga: 1

2005-2006

### Altri piazzamenti
- Campionato sloveno:

Secondo posto: 2011-2012, 2012-2013, 2018-2019
Terzo posto: 2016-2017, 2019-2020, 2020-2021, 2021-2022
- Coppa di Slovenia:

Finalista: 2016-2017
Semifinalista: 2013-2014, 2024-2025
- Supercoppa di Slovenia:

Finalista: 2012, 2013

## Statistiche e record

### Coppe europee
Aggiornato al 26 luglio 2012.
| Coppe europee      | Coppe europee | Coppe europee | Coppe europee | Coppe europee | Coppe europee | Coppe europee | Coppe europee   |
| Competizione       | G             | V             | N             | P             | GF            | GS            | Ultima stagione |
| ------------------ | ------------- | ------------- | ------------- | ------------- | ------------- | ------------- | --------------- |
| UEFA Europa League | 12            | 4             | 4             | 4             | 15            | 11            | 2012–13         |
| Totale             | 12            | 4             | 4             | 4             | 15            | 11            |                 |

## Tifoseria

### Storia
Nel corso della sua storia, l'Olimpija è sempre stata la squadra più popolare della città di Lubiana, come anche della Slovenia sudoccidentale. Il gruppo di tifosi con maggior seguito, i cosiddetti Green Dragons, fu fondato nel 1988. I Green Dragons sono ancora attivi in quanto hanno continuato a sostenere il NK Bežigrad in seguito alla dissoluzione dell'Olimpija e sono uno dei due gruppi di tifosi maggiori della nazione, insieme ai Violets (Viola), che tifano per il NK Maribor. I Green Dragons sono anche noti per tifare per altre squadre sportive di Lubiana come il club di pallacanestro KK Union Olimpija e il club di hockey sul ghiaccio HDD Olimpija Ljubljana. Il loro slogan è "Una sola vita, un solo amore, Olimpija Ljubljana" (Eno življenje, ena ljubezen, Olimpija Ljubljana).

### Gemellaggi e rivalità
La più grande rivalità dell'Olimpija Lubiana è con il Maribor, contro il quale disputa il derby eterno (Večni derbi). Il derby contrapponeva in origine il Maribor e il "vecchio" Olimpija, scioltosi nel 2004, ma attualmente, secondo alcuni media della capitale e parte delle tifoserie, prevalentemente del vecchio Olimpija, la continuità è garantita dalle sfide tra Maribor e il nuovo Olimpija, fondato nel 2005 con la denominazione di NK Bežigrad. La rivalità ha origine agli inizi degli anni Sessanta del secolo scorso, quando il primo incontro tra le due squadre si disputò nel campionato jugoslavo. I due club rappresentavano le due più grandi città della Slovenia: la capitale, Lubiana, e la seconda per estensione, Maribor. Le due squadre erano, inoltre, quelle con il maggior seguito di tifosi della nazione. Tradizionalmente Lubiana rappresenta la parte occidentale dello stato, più florida, mentre Maribor è il centro della parte orientale della Slovenia, quella più arretrata. Lubiana, inoltre, è sempre stata il principale centro culturale, economico e politico dello stato, l'Olimpija e i suoi sostenitori erano considerati come rappresentanti dei ceti più abbienti. Maribor era invece una delle città più industrializzate della Jugoslavia, per cui la maggioranza della tifoseria proveniva dalle classi lavoratrici: alla rivalità sportiva si aggiungeva, quindi, una tensione politica, oltre che sociale e culturale. La vecchia rivalità raggiunse il suo picco nelle giornate finali del campionato 2000–2001, quando a Bežigrad si disputò uno degli incontri più celebrati nella storia del campionato sloveno: entrambe le squadre erano infatti in corsa per la vittoria del loro quinto titolo nazionale. All'Olimpija necessitava una vittoria per il trionfo, mentre per il Maribor era sufficiente il pareggio. In uno stadio colmo di spettatori (8.500), la partita si concluse in parità (1–1), sancendo per il Maribor la vittoria del quinto titolo consecutivo.
Parte delle tifoserie di Maribor e Lubiana, oltre che alcuni media come RTV Slovenija e Večer non considerano tuttavia il nuovo derby come una prosecuzione del vecchio.
Le statistiche del vecchio e del nuovo Olimpija sono tenute separate dalla Federcalcio slovena e dalla Lega calcio slovena. Il primo incontro tra Maribor e il nuovo Olimpjia, ancora denominato Olimpija Bežigrad, ebbe luogo il 24 ottobre 2007 ai quarti di finale della Coppa di Slovenia e fu vinto dal Maribor per 3–1. Statisticamente è il Maribor il club con il maggior numero di successi, sia nelle partite tra il 1962 e 2005, che in quelle disputate dopo la rifondazione.

## Rosa 2025-2026
| N. |                               | Ruolo | Calciatore           |
| -- | ----------------------------- | ----- | -------------------- |
| 3  | Slovenia (bandiera)           | D     | Jošt Urbančič        |
| 4  | Bulgaria (bandiera)           | D     | Veljko Jelenković    |
| 6  | Nigeria (bandiera)            | C     | Peter Agba           |
| 8  | Macedonia del Nord (bandiera) | C     | Dimitar Mitrovski    |
| 9  | Slovenia (bandiera)           | C     | Dino Kojić           |
| 11 | Spagna (bandiera)             | A     | Álex Blanco          |
| 15 | Slovenia (bandiera)           | D     | Marko Ristić         |
| 16 | Albania (bandiera)            | C     | Jurgen Çelhaka       |
| 17 | Austria (bandiera)            | D     | Ahmet Muhamedbegovic |
| 18 | Slovenia (bandiera)           | A     | Marko Brest          |
| 19 | Croazia (bandiera)            | A     | Ivan Durdov          |
| 21 | Spagna (bandiera)             | D     | Manuel Pedreño       |
| 23 | Portogallo (bandiera)         | C     | Diogo Pinto          |
| 24 | Paesi Bassi (bandiera)        | C     | Reda Boultam         |
| 27 | Togo (bandiera)               | D     | Frederic Ananou      |
| 28 | Portogallo (bandiera)         | D     | Diga                 |
| 30 | Slovenia (bandiera)           | D     | Jan Gorenc           |

| N. |                                 | Ruolo | Calciatore         |
| -- | ------------------------------- | ----- | ------------------ |
| 33 | Ecuador (bandiera)              | D     | Jordi Govea        |
| 34 | Argentina (bandiera)            | C     | Agustín Doffo      |
| 36 | Slovenia (bandiera)             | P     | Gal Lubej-Fink     |
| 37 | Brasile (bandiera)              | A     | Pedro Lucas        |
| 44 | Slovenia (bandiera)             | D     | Matej Dvorsak      |
| 45 | Slovenia (bandiera)             | C     | Mateo Ačimovič     |
| 52 | Slovenia (bandiera)             | P     | Matevž Dajčar      |
| 69 | Slovenia (bandiera)             | P     | Matevž Vidovšek    |
| 88 | Brasile (bandiera)              | C     | Thalisson          |
| 99 | Croazia (bandiera)              | A     | Antonio Marin      |
|    | Croazia (bandiera)              | D     | Marat Žlibanović   |
|    | Bosnia ed Erzegovina (bandiera) | A     | Admir Bristrić     |
|    | Slovenia (bandiera)             | A     | Aldin Jakupović    |
|    | Slovenia (bandiera)             | A     | Tihomir Maksimović |
|    | Serbia (bandiera)               | A     | Nemanja Motika     |
|    | Estonia (bandiera)              | A     | Alex Tamm          |

## Rosa 2024-2025
| N. |                       | Ruolo | Calciatore           |
| -- | --------------------- | ----- | -------------------- |
| 2  | Portogallo (bandiera) | D     | Jorge Silva          |
| 3  | Portogallo (bandiera) | D     | David Sualehe        |
| 6  | Nigeria (bandiera)    | C     | Peter Agba           |
| 8  | Lituania (bandiera)   | D     | Justas Lasickas      |
| 9  | Slovenia (bandiera)   | C     | Dino Kojić           |
| 10 | Austria (bandiera)    | A     | Raul Florucz         |
| 11 | Spagna (bandiera)     | A     | Álex Blanco          |
| 14 | Slovenia (bandiera)   | D     | Marcel Ratnik        |
| 15 | Slovenia (bandiera)   | D     | Marko Ristić         |
| 16 | Albania (bandiera)    | C     | Jurgen Çelhaka       |
| 17 | Austria (bandiera)    | D     | Ahmet Muhamedbegovic |
| 18 | Slovenia (bandiera)   | A     | Marko Brest          |
| 19 | Croazia (bandiera)    | A     | Ivan Durdov          |
| 21 | Spagna (bandiera)     | D     | Manuel Pedreño       |

| N. |                        | Ruolo | Calciatore      |
| -- | ---------------------- | ----- | --------------- |
| 22 | Slovenia (bandiera)    | P     | Denis Pintol    |
| 23 | Portogallo (bandiera)  | C     | Diogo Pinto     |
| 24 | Paesi Bassi (bandiera) | C     | Reda Boultam    |
| 27 | Estonia (bandiera)     | A     | Alex Tamm       |
| 33 | Ecuador (bandiera)     | D     | Jordi Govea     |
| 34 | Argentina (bandiera)   | C     | Agustín Doffo   |
| 36 | Slovenia (bandiera)    | P     | Gal Lubej-Fink  |
| 37 | Brasile (bandiera)     | A     | Pedro Lucas     |
| 44 | Slovenia (bandiera)    | D     | Matej Dvorsak   |
| 45 | Slovenia (bandiera)    | C     | Mateo Ačimovič  |
| 69 | Slovenia (bandiera)    | P     | Matevž Vidovšek |
| 88 | Brasile (bandiera)     | C     | Thalisson       |
| 99 | Croazia (bandiera)     | A     | Antonio Marin   |

## Rosa 2023-2024
| N. |                                 | Ruolo | Calciatore           |
| -- | ------------------------------- | ----- | -------------------- |
| 2  | Portogallo (bandiera)           | D     | Jorge Silva          |
| 3  | Portogallo (bandiera)           | D     | David Sualehe        |
| 6  | Austria (bandiera)              | D     | Mateo Karamatić      |
| 8  | Lituania (bandiera)             | D     | Justas Lasickas      |
| 9  | Slovenia (bandiera)             | A     | Mustafa Nukić        |
| 10 | Slovenia (bandiera)             | C     | Timi Max Elšnik      |
| 11 | Israele (bandiera)              | C     | Sa'ar Fadida         |
| 14 | Slovenia (bandiera)             | D     | Marcel Ratnik        |
| 15 | Slovenia (bandiera)             | D     | Marko Ristić         |
| 16 | Austria (bandiera)              | D     | Ahmet Muhamedbegovic |
| 17 | Bosnia ed Erzegovina (bandiera) | A     | Admir Bristrić       |
| 18 | Slovenia (bandiera)             | A     | Marko Brest          |
| 20 | Serbia (bandiera)               | A     | Nemanja Motika       |
| 21 | Croazia (bandiera)              | C     | Ivan Posavec         |
| 22 | Slovenia (bandiera)             | P     | Denis Pintol         |
| 23 | Portogallo (bandiera)           | C     | Diogo Pinto          |

| N. |                        | Ruolo | Calciatore       |
| -- | ---------------------- | ----- | ---------------- |
| 24 | Paesi Bassi (bandiera) | C     | Reda Boultam     |
| 25 | Serbia (bandiera)      | D     | Marko Mijailović |
| 26 | Slovenia (bandiera)    | D     | Vall Janković    |
| 27 | Austria (bandiera)     | D     | Pascal Estrada   |
| 30 | Austria (bandiera)     | A     | Raul Florucz     |
| 31 | Slovenia (bandiera)    | P     | Žan Mauricio     |
| 33 | Slovenia (bandiera)    | C     | Nemanja Gavrić   |
| 34 | Argentina (bandiera)   | C     | Agustín Doffo    |
| 37 | Brasile (bandiera)     | A     | Pedro Lucas      |
| 43 | Slovenia (bandiera)    | D     | Aljaž Krefl      |
| 69 | Slovenia (bandiera)    | P     | Matevž Vidovšek  |
| 80 | Nigeria (bandiera)     | C     | Peter Agba       |
| 82 | Albania (bandiera)     | A     | Redi Kasa        |
| 99 | Portogallo (bandiera)  | A     | Rui Pedro        |
|    | Croazia (bandiera)     | A     | Antonio Marin    |

## Rosa 2022-2023
| N. |                       | Ruolo | Calciatore        |
| -- | --------------------- | ----- | ----------------- |
| 1  | Slovenia (bandiera)   | P     | Žiga Frelih       |
| 4  | Slovenia (bandiera)   | D     | Denis Šme         |
| 6  | Slovenia (bandiera)   | C     | Vitja Valenčič    |
| 7  | Serbia (bandiera)     | A     | Radivoj Bosić     |
| 9  | Montenegro (bandiera) | A     | Mihailo Perović   |
| 10 | Slovenia (bandiera)   | C     | Timi Max Elšnik   |
| 16 | Slovenia (bandiera)   | A     | Gal Kurež         |
| 17 | Slovenia (bandiera)   | D     | Matic Fink        |
| 18 | Slovenia (bandiera)   | A     | Andrés Vombergar  |
| 20 | Ghana (bandiera)      | D     | Eric Boakye       |
| 23 | Slovenia (bandiera)   | C     | Nik Kapun         |
| 24 | Croazia (bandiera)    | D     | Marko Perković    |
| 31 | Slovenia (bandiera)   | P     | Kristijan Sekulić |
| 33 | Slovenia (bandiera)   | C     | Adrian Zeljković  |

| N. |                     | Ruolo | Calciatore           |
| -- | ------------------- | ----- | -------------------- |
| 37 | Slovenia (bandiera) | C     | Enrik Ostrc          |
| 41 | Slovenia (bandiera) | P     | Nejc Vidmar          |
| 48 | Slovenia (bandiera) | D     | Jan Andrejašič       |
| 62 | Slovenia (bandiera) | D     | Michael Pavlovič     |
| 69 | Slovenia (bandiera) | P     | Matevž Vidovšek      |
| 77 | Serbia (bandiera)   | A     | Đorđe Ivanović       |
| 79 | Slovenia (bandiera) | C     | Žan Baskera          |
| 88 | Slovenia (bandiera) | D     | Uroš Korun           |
| 93 | Camerun (bandiera)  | D     | Daniel Kamy          |
| 99 | Slovenia (bandiera) | A     | Stefan Petrović      |
|    | Slovenia (bandiera) | C     | Nino Pungaršek       |
|    | Croazia (bandiera)  | D     | Marijan Čabraja      |
|    | Serbia (bandiera)   | A     | Nemanja Motika       |
|    | Austria (bandiera)  | D     | Ahmet Muhamedbegovic |

## Rosa 2019-2020
| N. |                                 | Ruolo | Calciatore          |
| -- | ------------------------------- | ----- | ------------------- |
| 2  | Lettonia (bandiera)             | D     | Vitālijs Maksimenko |
| 3  | Camerun (bandiera)              | D     | Frank Bagnack       |
| 4  | Slovenia (bandiera)             | D     | Denis Šme           |
| 5  | Serbia (bandiera)               | D     | Marko Gajić         |
| 6  | Slovenia (bandiera)             | C     | Vitja Valenčič      |
| 7  | Bosnia ed Erzegovina (bandiera) | A     | Luka Menalo         |
| 8  | Albania (bandiera)              | C     | Endri Çekiçi        |
| 9  | Croazia (bandiera)              | A     | Ante Vukušić        |
| 10 | Serbia (bandiera)               | C     | Goran Brkić         |
| 11 | Slovenia (bandiera)             | A     | Matic Črnic         |
| 13 | Slovenia (bandiera)             | P     | Anej Mrežar         |
| 14 | Slovenia (bandiera)             | D     | Mario Jurčević      |
| 15 | Slovenia (bandiera)             | D     | Ben Gasser          |
| 16 | Slovenia (bandiera)             | D     | Miral Samardžič     |
| 20 | Ghana (bandiera)                | D     | Eric Boakye         |

| N. |                                 | Ruolo | Calciatore       |
| -- | ------------------------------- | ----- | ---------------- |
| 22 | Slovenia (bandiera)             | A     | Haris Kadrić     |
| 23 | Slovenia (bandiera)             | C     | Nik Kapun        |
| 25 | Montenegro (bandiera)           | C     | Ermin Alić       |
| 31 | Croazia (bandiera)              | P     | Matija Orbanić   |
| 37 | Slovenia (bandiera)             | D     | Jan Gorenc       |
| 41 | Slovenia (bandiera)             | P     | Nejc Vidmar      |
| 42 | Portogallo (bandiera)           | A     | Jucie Lupeta     |
| 45 | Slovenia (bandiera)             | A     | Rok Kidrič       |
| 48 | Slovenia (bandiera)             | D     | Jan Andrejašič   |
| 62 | Slovenia (bandiera)             | C     | Oliver Kregar    |
| 70 | Serbia (bandiera)               | C     | Marko Putinčanin |
| 77 | Austria (bandiera)              | C     | Stefan Savić     |
| 90 | Bosnia ed Erzegovina (bandiera) | C     | Tomislav Tomić   |
| 99 | Bosnia ed Erzegovina (bandiera) | C     | Asmir Suljić     |

## Rosa 2016-2017
| N. |                         | Ruolo | Calciatore         |
| -- | ----------------------- | ----- | ------------------ |
| 1  | Slovenia (bandiera)     | P     | Aleksander Šeliga  |
| 2  | Slovenia (bandiera)     | D     | Denis Klinar       |
| 3  | Serbia (bandiera)       | D     | Đorđe Crnomarković |
| 5  | Slovenia (bandiera)     | D     | Leo Ejup           |
| 7  | Slovenia (bandiera)     | C     | Rok Kronaveter     |
| 8  | Slovenia (bandiera)     | C     | Darijan Matič      |
| 9  | Nigeria (bandiera)      | A     | Blessing Eleke     |
| 10 | Sierra Leone (bandiera) | A     | Julius Wobay       |
| 11 | Slovenia (bandiera)     | A     | Etien Velikonja    |
| 13 | Slovenia (bandiera)     | P     | Rok Vodišek        |
| 15 | Montenegro (bandiera)   | C     | Marko Vukčević     |
| 16 | Portogallo (bandiera)   | C     | Ricardo Alves      |
| 17 | Slovenia (bandiera)     | C     | Andraž Kirm        |
| 18 | Slovenia (bandiera)     | C     | Jakob Novak        |

| N. |                     | Ruolo | Calciatore       |
| -- | ------------------- | ----- | ---------------- |
| 19 | Slovenia (bandiera) | D     | Aljaž Krefl      |
| 21 | Slovenia (bandiera) | P     | Darko Brljak     |
| 23 | Slovenia (bandiera) | C     | Nik Kapun        |
| 24 | Slovenia (bandiera) | D     | Sandi Ćoralić    |
| 26 | Slovenia (bandiera) | C     | Mario Jurčević   |
| 27 | Slovenia (bandiera) | D     | Aris Zarifović   |
| 31 | Slovenia (bandiera) | C     | David Tijanić    |
| 32 | Slovenia (bandiera) | D     | Nemanja Mitrovič |
| 33 | Slovenia (bandiera) | D     | Kenan Bajrić     |
| 41 | Slovenia (bandiera) | P     | Nejc Vidmar      |
| 88 | Croazia (bandiera)  | C     | Danijel Miškić   |
|    | Croazia (bandiera)  | A     | Leon Benko       |
|    | Italia (bandiera)   | A     | Kingsley Boateng |

## Rosa 2012-2013
| N. |                       | Ruolo | Calciatore        |
| -- | --------------------- | ----- | ----------------- |
| 1  | Slovenia (bandiera)   | P     | Aleksander Šeliga |
| 2  | Slovenia (bandiera)   | D     | Denis Lidjan      |
| 3  | Slovenia (bandiera)   | D     | Mitja Kovačevič   |
| 4  | Slovenia (bandiera)   | C     | Miha Zajc         |
| 5  | Slovenia (bandiera)   | D     | Boban Jovič       |
| 6  | Slovenia (bandiera)   | D     | Aris Zarifovič    |
| 7  | Brasile (bandiera)    | A     | Franklin Vicente  |
| 8  | Slovenia (bandiera)   | C     | Damjan Trifkovič  |
| 9  | Slovenia (bandiera)   | C     | Davor Škerjanc    |
| 10 | Slovenia (bandiera)   | A     | Andraž Šporar     |
| 11 | Slovenia (bandiera)   | A     | Filip Valenčič    |
| 13 | Croazia (bandiera)    | P     | Matija Kobetić    |
| 14 | Slovenia (bandiera)   | C     | Anže Zorc         |
| 16 | Slovenia (bandiera)   | C     | Blaž Božič        |
| 17 | Slovenia (bandiera)   | C     | Matic Fink        |
| 18 | Montenegro (bandiera) | A     | Nikola Nikezić    |

| N. |                     | Ruolo | Calciatore             |
| -- | ------------------- | ----- | ---------------------- |
| 19 | Serbia (bandiera)   | C     | Đorđe Ivelja           |
| 20 | Slovenia (bandiera) | D     | Antonio Delamea Mlinar |
| 21 | Slovenia (bandiera) | C     | Nik Omladič            |
| 22 | Slovenia (bandiera) | P     | Aljaž Ivačič           |
| 23 | Slovenia (bandiera) | C     | Nik Kapun              |
| 24 | Slovenia (bandiera) | C     | Kenan Bajrič           |
| 25 | Slovenia (bandiera) | C     | Anej Lovrečič          |
| 26 | Slovenia (bandiera) | C     | Aleksander Topič       |
| 27 | Slovenia (bandiera) | A     | Marko Nunić            |
| 28 | Slovenia (bandiera) | C     | Tim Čeh                |
| 29 | Slovenia (bandiera) | A     | Rok Baskera            |
| 30 | Slovenia (bandiera) | P     | Elvis Džafič           |
| 31 | Spagna (bandiera)   | D     | Iñigo Sarasola         |
| 33 | Slovenia (bandiera) | D     | Erik Salkić            |
| —  | Slovenia (bandiera) | A     | Dejan Djermanović      |